# Peg del mio cuore (film 1933)
Peg del mio cuore (Peg o' My Heart) è un film del 1933, diretto da Robert Z. Leonard. Interpretato da Marion Davies, il film è tratto dalla commedia di J. Hartley Manners ed è il remake del film del 1922 interpretato da Laurette Taylor con la regia di King Vidor.

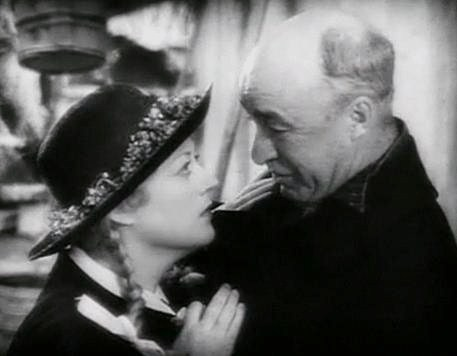
Marion Davies e J. Farrell MacDonald

## Trama
Peg è figlia di una nobildonna inglese, ripudiata dalla propria famiglia per aver sposato un povero contadino irlandese. La ragazza, dopo la morte della madre, è sempre vissuta con il padre Pat in un povero villaggio di pescatori. Un giorno, in paese, arriva sir Gerald Markham, un avvocato inglese che annuncia a Pat che sua figlia ha ereditato i beni del nonno. Ma quest'ultimo, nel testamento, ha messo la clausola che la nipote dovrà recarsi in Inghilterra per almeno tre anni, dove sarà istruita come una signora, e non dovrà più rivedere il padre. Dapprima Pat reagisce dicendo che sua figlia non accetterà mai tale clausola. Poi, però, dopo la morte di alcuni pescatori che gli fanno pensare alla precarietà della sua vita, fa partire Peg senza dirle nulla della sua rinuncia.
Peg si reca in Inghilterra dove vivrà dai Chichester. Costoro, che ricevono un assegno annuale di cinquemila sterline per ospitare la ragazza, la trattano con sufficienza se non con disprezzo. Ignara di tutto ciò, Peg accetta le loro offese soprattutto per compiacere Gerald, del quale si è innamorata ma che, invece, corteggia Ethel, la figlia dei Chichester. Questa, spinta dalla madre, accetta di fidanzarsi con lui ma chiede a Peg, che l'ha sorpresa a baciarsi con Brent, un uomo sposato, di tacere. Ethel, quando Brent le annuncia che la moglie Grace gli ha rifiutato il divorzio, chiede a Gerald di annunciare a tutti il fidanzamento. La notizia distrugge Peg che scrive al padre, esprimendo il desiderio di tornare a casa.
Durante la festa per il fidanzamento, Gerald ha un incontro segreto con Pat che sta per emigrare negli Stati Uniti. Vedendo da lontano la figlia vestita come una signora, a suo agio tra gli altri ospiti, Pat decide di sparire dalla sua vita e chiede a Gerald di dirle che lui è morto. Intanto Ethel progetta di fuggire insieme a Brent. Peg irrompe nella sua stanza e cerca di dissuaderla dal rovinarsi con il capitano, un notorio donnaiolo. Ma la giovane Chichester è restia ad accettare il consigli di Peg. La ragazza, allora, si presenta in albergo, dove alloggia Brent e, quando giunge la moglie di questi, accompagnata da due detective, Peg viene scambiata per l'amante del capitano. Grace le confida che non è stata lei a rifiutare il divorzio, ma lo stesso Brent.
La scandalosa condotta di Peg viene stigmatizzata dalla signora Chichester che ignora il ruolo della figlia Ethel in tutta la vicenda. Peg annuncia a tutti che rinuncia all'eredità per tornarsene a casa, in Irlanda. Alaric, l'altro figlio della signora Chichester, le rivela allora le modalità del finanziamento per il suo soggiorno da loro e Gerald le confessa che il padre non è morto, come le aveva detto, ma che sta per imbarcarsi per l'America. La ragazza si precipita per fermare Pat e riportarlo a casa con lei.
Qualche tempo dopo, mentre si festeggia il compleanno di Peg, al villaggio riappare Gerald che, finalmente, si è accorto dell'amore della ragazza e ora è venuto a chiederla in moglie.

## Produzione
Il film venne prodotto dalla Cosmopolitan Productions per MGM

## Distribuzione
Il film uscì negli USA il 26 maggio 1933, distribuito dalla MGM, dopo una prima tenuta il 19 maggio 1933.

### Date di uscita
IMDb
- USA	19 maggio 1933	 (première)
- USA	26 maggio 1933
- Finlandia	11 marzo 1934
- Danimarca	21 giugno 1934

Alias
- Peg o' My Heart	USA (titolo originale)
- Fiskertøsen	Danimarca
- Peg del mio cuore	Italia
- Peggy de mi corazón   Spagna

## Differenti versioni
La commedia di J. Hartley Manners, che si ispira a una popolare canzone di Alfred Bryan e Fred Fisher, fu portata sullo schermo in tre diverse versioni:
- Peg o' My Heart, regia di William C. de Mille con Wanda Hawley (1919)
- Peg del mio cuore, regia (Peg o' My Heart) di King Vidor, con Laurette Taylor (1922)
- Peg del mio cuore (Peg o' My Heart), regia di Robert Z. Leonard, con Marion Davies (1933)